# KF Vëllaznimi Gjakovë
El Klubi i Futbollit Vëllaznimi Gjakovë és un club de futbol professional de la ciutat de Gjakovë, a Kosovo. Fou conegut amb la forma serbo-croata del nom FK Vlaznimi Đakovica.
Destacà durant les dècades de 1960, 70 i 80 on fou nombrosos cops campió regional de lliga i copa.

## Palmarès
- Kupa e Kosovës: 
  - 1984-85, 1986-87, 1987-88, 2007-08
- Lliga de la Província de Kosovo:
  - 1967-68, 1968-69, 1969-70, 1970-71, 1973-74, 1979-80, 1981-82, 1985-86, 1989-90

## Referències

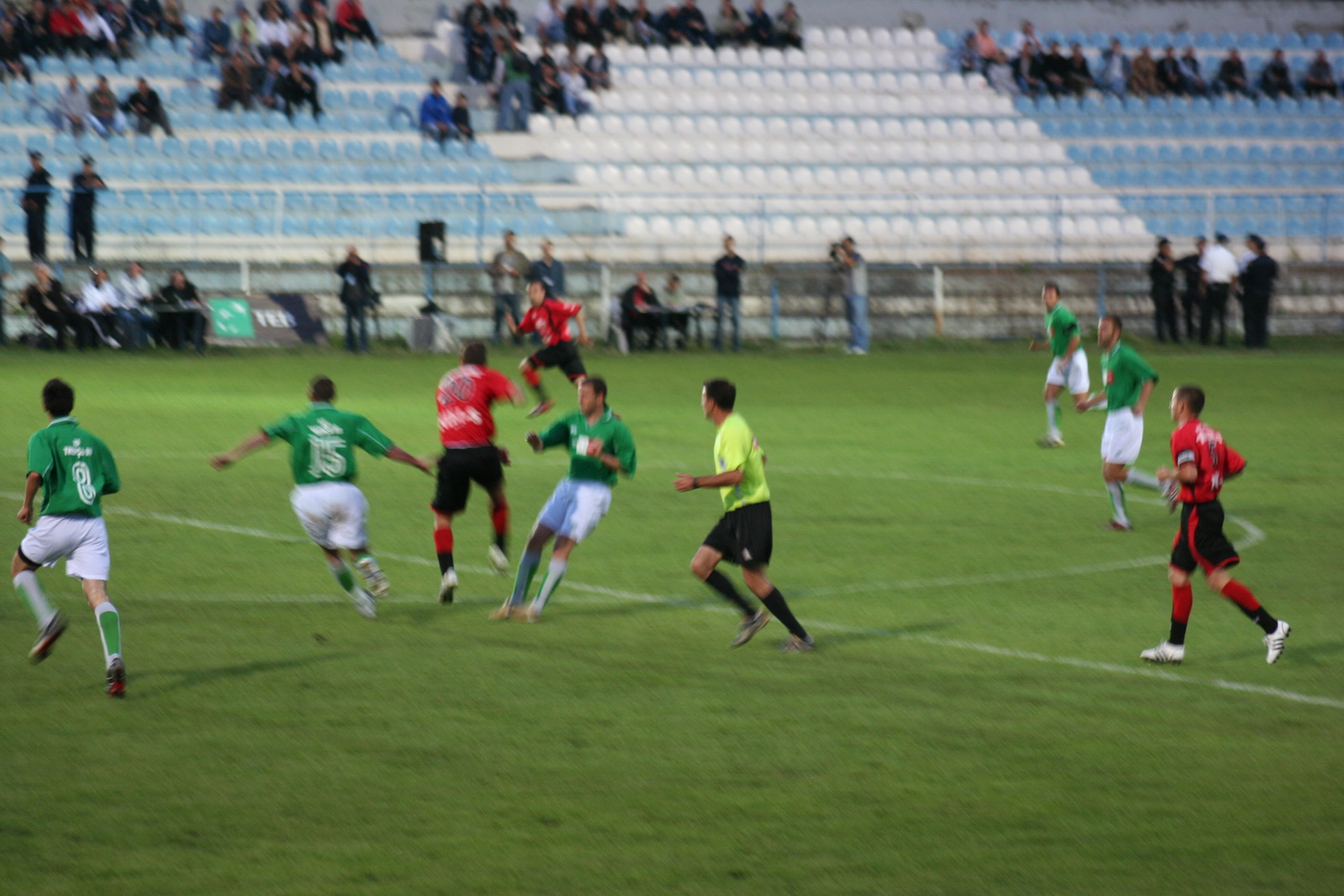
KF Trepça vs KF Vëllaznimi el 5 de juny de 2008.